# Chaminda Wijekoon
Chaminda Indika Wijekoon (in singalese: චමින්ද ඉන්දික විජේකෝන්; 15 settembre 1981) è un mezzofondista cingalese.

## Record nazionali
- 1500 metri piani: 3'39"61 ( Taegu, 30 agosto 2011)
- 3000 metri piani: 8'02"91 ( Mondovì, 12 giugno 2011)

## Palmarès
| Anno | Manifestazione               | Sede              | Evento       | Risultato  | Prestazione | Note |
| ---- | ---------------------------- | ----------------- | ------------ | ---------- | ----------- | ---- |
| 2000 | Mondiali juniores            | Santiago del Cile | 1500 m piani | Batteria   | 3'54"34     |      |
| 2002 | Campionati asiatici          | Colombo           | 1500 m piani | 7º         | 3'52"33     |      |
| 2003 | Campionati asiatici          | Manila            | 1500 m piani | 8º         | 3'48"33     |      |
| 2003 | Giochi afro-asiatici         | Hyderabad         | 1500 m piani | 5º         | 3'51"66     |      |
| 2004 | Giochi dell'Asia meridionale | Islamabad         | 1500 m piani | Argento    | 3'44"85     |      |
| 2005 | Campionati asiatici          | Incheon           | 1500 m piani | 6º         | 3'48"29     |      |
| 2006 | Giochi dell'Asia meridionale | Colombo           | 1500 m piani | Argento    | 3'45"60     |      |
| 2006 | Giochi della Lusofonia       | Macao             | 1500 m piani | Oro        | 3'56"67     |      |
| 2006 | Giochi asiatici              | Doha              | 1500 m piani | Batteria   | 3'54"00     |      |
| 2007 | Giochi mondiali militari     | Hyderabad         | 1500 m piani | 8º         | 3'46"16     |      |
| 2009 | Giochi della Lusofonia       | Lisbona           | 1500 m piani | Oro        | 3'48"15     |      |
| 2009 | Campionati asiatici          | Canton            | 1500 m piani | Argento    | 3'47"01     |      |
| 2010 | Giochi dell'Asia meridionale | Dacca             | 1500 m piani | Oro        | 4'10"01     |      |
| 2010 | Giochi dell'Asia meridionale | Dacca             | 5000 m piani | Bronzo     | 14'47"68    |      |
| 2010 | Giochi asiatici              | Canton            | 1500 m piani | Batteria   | 3'55"25     |      |
| 2010 | Giochi del Commonwealth      | Nuova Delhi       | 1500 m piani | 4º         | 3'42"93     |      |
| 2011 | Campionati asiatici          | Kōbe              | 1500 m piani | Bronzo     | 3'44"01     |      |
| 2011 | Mondiali                     | Taegu             | 1500 m piani | Semifinale | 3'44"81     |      |
| 2011 | Giochi mondiali militari     | Rio de Janeiro    | 1500 m piani | 8º         | 3'47"33     |      |
| 2015 | Campionati asiatici          | Wuhan             | 5000 m piani | 9º         | 14'23"77    |      |